# Bento de Amaral
Bento de Amaral (século XVII - XVIII) foi um professor do Rio de Janeiro. Destacou-se como herói por ter repelido vitoriosamente, à frente dos seus estudantes e de paisanos armados, as forças do corsário francês Jean François Duclec, em 1710.
No ano seguinte o corsário francês René Duguay-Trouin apoderou-se da cidade, sem encontrar resistência, salvo por parte de Bento de Amaral, que, novamente à frente de um grupo de estudantes, combateu até ao último homem.

## Referênicia
- L'instruction publique au Brésil: Histoire-législation de Jose Ricardo Pires de Almeida publicado em 1889 com 1102 páginas citado na página 18.
- As expedições de Duclerc e de Duguay-Trouin ao Rio de Janeiro de 1710-1711 de Eduardo Brazão - Rio de Janeiro (Brasil) publicado em 1940 com 42 páginas citado na página 20.